# Radøy (isla)
Radøy es una isla de la provincia de Hordaland, Noruega. Se ubica al este del Fedjefjorden y forma parte de los municipios de Radøy y Lindås. Tiene una superficie de unos 110,7 km², siendo solamente 3,4 km² parte de Lindås. El punto más alto mide 217 m siendo este el monte Morkefjellet.
La isla está en el distrito tradicional de Nordhordland. Los fiordos Hjeltefjorden y Radfjorden fluyen por la costa oeste y el Lurefjorden con el Radsundet por la este. La isla de Fosnøyna está al norte de Radøy, Toska al oeste, Holsnøy al sur y la península de Lindås al este.
En el 2001 tenía 5280 y los principales centros urbanos eran Manger en al costa centro-oeste y Bøvågen en la costa norte. Radøy tiene conexión vial con el continente mediante el puente Alversund en el extremo sur de la isla.
En un principio la isla perteneció al municipio de Manger, el cual fue dividido en tres más pequeños en 1924 (Hordabø, Manger y Sæbø). En 1964 todos fueron reunificados en el nuevo municipio de Radøy.